# Buda, Iavoriv
Buda (în ucraineană Буда) este un sat în comuna Iasnîska din raionul Iavoriv, regiunea Liov, Ucraina.

## Demografie
Componența lingvistică a localității Buda
     Ucraineană (99,62%)
     Alte limbi (0,38%)
Conform recensământului din 2001, majoritatea populației localității Buda era vorbitoare de ucraineană (99,62%), existând în minoritate și vorbitori de alte limbi.